# ارين ورث بيلي
ارين ورث بيلي (بالإنجليزية: Warren Worth Bailey)‏ هو ناشر وصحفي وسياسي أمريكي، ولد في 8 يناير 1855 في الولايات المتحدة، وتوفي في 9 نوفمبر 1928. حزبياً، نشط في الحزب الديمقراطي. وقد انتخب عضو مجلس النواب الأمريكي.